# Philharmostes basicollis
Philharmostes basicollis är en skalbaggsart som beskrevs av Leon Fairmaire 1897. Philharmostes basicollis ingår i släktet Philharmostes och familjen Hybosoridae. Inga underarter finns listade i Catalogue of Life.